# ムークアニメーション
株式会社ムークアニメーション（英: MOOK ANIMATION INC.）は、かつて存在した日本のアニメ制作会社。

## 概要・沿革
トランス・アーツのスタッフ出身で、シンエイ動画で『忍者ハットリくん』、『パーマン』等で制作に協力していたパンメディアの制作プロデューサーだった熊瀬哲郎（熊瀬圓造）が、ネオ・メディア出身でパンメディアのアニメーターであった百瀬義行と共に、1986年に「株式会社ムーク」として設立したアニメ制作会社である。ミルクハウスドリーミング制作費を原資として活動を開始し、作品完成後百瀬義行はスタジオジブリに出向、熊瀬はC&Dの下請けとして海外作品を手掛ける。1990年代以降、ハンナバーバラ、HBO、ワーナーブラザーズ等のアニメ作品の外注が中心となり、2000年代以降は、他社からのグロス請けを開始した。2001年、商号を「株式会社ムークアニメーション」に変更（※当時、本社は東京都杉並区高井戸東3丁目19番8号に所在した）。2005年から元請としてロケットガールの制作を始めた。2006年8月には、映像コンテンツの制作会社であるDLEと資本提携する予定で、商号を「株式会社ムークDLE」（ムークディー・エル・イー）へ変更した。しかし、2008年にはDLEとの資本提携はDLEの資金不足により実現せず、同年8月1日には社名を「株式会社ムークアニメーション」に戻した。なお、オリジナル作品『sin in the rain』制作を開始している。主にGONZO、マッドハウスからのグロス請け、およびアメリカ作品を中心に活動していた。
2010年、会社分割により港区虎ノ門に千葉 博巳を代表として、株式会社ムークソラティアアニメーションを設立。実制作部門はNEOピクチャーズ（東京）とソラティア（沖縄）、海外電送動仕事業はティー・エー・ピー（東映アニメーションのフィリピン支社である東映アニメーションフィリピンとは無関係）に分かれた。しかし、ソラティアは翌2011年にスペシャル版放送後にテレビシリーズとして制作していた『島んちゅMiRiKa』が予定の9月を過ぎても納入されず、同時期ソラティアが活動停止状態に陥る。2014年現在、NEOピクチャーズは表立った活動を確認できず、事業を継続しているのはティー・エー・ピーのみである。
多くの作品の場合「ムークアニメーション」「ムーク」「ムークDLE」「MOOK ANIMATION」「ムークソラティアアニメーション」「ムークソラティア」等の名義でクレジットされる。

## 主な作品

### テレビアニメ
- ロケットガール（2007年）

### OVA
- ミルクハウス・ドリーミング（1987年）
- X JAPAN「Rusty Nail」アニメーションPV（1999年）
- アスガルド～歪曲のテスタメント～（2001年、アダルトアニメ）
- 黒姫 -桎梏の館-（2002年、アダルトアニメ、前編）
- sin in the rain（2006年）

### 制作協力
テレビアニメ
- スパイラルゾーン（制作元請：ビジュアル80、AKOM、各話制作協力、1987年）
- バイオニックシックス（制作元請：トムス・エンタテインメント、各話制作協力、1989年）
- パラソルヘンべえ（制作元請：C&D、各話制作協力、1989年-1991年）
- YAWARA!（制作元請：マッドハウス、各話制作協力、1989年-1992年）
- タイニー・トゥーンズ（制作元請：トムス・エンタテインメント、各話制作協力、1992年）
- スワットカッツ（制作元請：ハンナ・バーベラ・プロダクション、各話制作、1993年）
- Mega Man（制作元請：ルビー·スピアーズ、葦プロダクション、各話制作協力、1995年）
- バブルガムクライシス TOKYO 2040（制作元請：AIC、各話制作協力、1998年）
- MASTERキートン（制作元請：マッドハウス、各話制作協力、1998年-1999年）
- モンスターファーム〜円盤石の秘密〜（制作元請：トムス・エンタテインメント、各話制作協力、1999年-2000年）
- メン・イン・ブラック（制作元請：アデレード・プロダクション、OP制作・各話制作協力、1999年-2001年）
- ワイルドアームズ トワイライトヴェノム（制作元請：ビィートレイン、各話制作協力、1999年-2000年）
- スポーン <海外合作>（制作元請：HBO、各話制作、1999年）
- ビーストウォーズネオ 超生命体トランスフォーマー（制作元請：葦プロダクション、各話制作協力、1999年）
- 陽だまりの樹（制作元請：マッドハウス、各話制作協力、2000年）
- X-メン:エボリューション（制作元請：フィルム・ローマン、各話制作協力、2000年-2003年）
- チャンス〜トライアングルセッション〜（制作元請：マッドハウス、各話制作協力、2001年）
- ちょびっツ（制作元請：マッドハウス、各話制作協力、2002年）
- カレイドスター（制作元請：ゴンゾ、各話制作協力、2003年）
- 遊☆戯☆王デュエルモンスターズ（制作元請：ぎゃろっぷ、各話制作協力、2000年-2004年）
- 火の鳥（制作元請：手塚プロダクション、各話制作協力、2004年）
- 神無月の巫女（制作元請：ティー・エヌ・ケー、各話制作協力、2004年）
- Stripperella（制作元請：Spike TV、各話制作、2003年-2004年)
- MONSTER（制作元請：マッドハウス、各話制作協力、2004年-2005年）
- MAJOR メジャー（制作元請：スタジオ雲雀、各話制作協力、2004年-2005年）
- ピーチガール（制作元請：スタジオコメット、各話制作協力、2005年）
- 涼風（制作元請：スタジオコメット、各話制作協力、2005年）
- 牙 -KIBA-（制作元請：マッドハウス、各話制作協力、2006年-2007年）
- ヤマトナデシコ七変化♥（制作元請：日本アニメーション、各話制作協力、2006年-2007年）
- 大江戸ロケット（制作元請：マッドハウス、各話制作協力、2007年）
- メイプルストーリー（制作元請：マッドハウス、各話制作協力、2007年-2008年）
- Transformers Animated（制作元請：カートゥーン・ネットワーク・スタジオ、各話制作、2007年-2009年）
- 秘密 〜The Revelation〜（制作元請：マッドハウス、制作協力、2008年）
- ソウルイーター（制作元請：ボンズ、各話制作協力、2008年-2009年）
- スティッチ!（制作元請：マッドハウス、各話制作協力、2009年）
- ドルアーガの塔 〜the Sword of URUK〜（制作元請：ゴンゾ、各話制作協力、2009年）
- 毎日かあさん（制作元請：ぎゃろっぷ、各話制作協力、2009年）
- しゅごキャラ!!どきっ（制作元請：サテライト、各話制作協力、2009年）
- HEROMAN（制作元請：ボンズ、各話制作協力、2010年）

劇場アニメ
- チロヌップのきつね（制作元請：ヘラルドエンタープライズ、グループ・タック、作画協力、1987年）
- 銀色の髪のアギト（制作元請：ゴンゾ、制作協力、2005年）
- 劇場版 NARUTO -ナルト- 大興奮!みかづき島のアニマル騒動だってばよ（制作元請：ぴえろ、制作協力、2006年）

OVA
- フォトン（制作元請：AIC、各話制作協力、1997年）
- スクービー・ドゥーのゾンビ島（1997年、制作元請：ハンナ・バーベラ・プロダクション、制作協力）
- デトロイト・メタル・シティ（制作元請：STUDIO 4℃、各話制作協力、2008年）

### その他
- コルボッコロ（パイロットアニメーション/制作元請：KENJI STUDIO、アニメーション協力、2007年）
- 島んちゅMiRiKa（パイロットアニメーション/制作元請：MiRiKaパートナーズ、2010年）